# Tragedia de Clarines
La Tragedia de Clarines fue un accidente registrado en el pueblo de Clarines, en el sector minifincas ubicado en la carretera de oriente, un camión del Ministerio del Ambiente, de la empresa Pequiven, transportaba 18 cilindros de gas cloro desde Maracaibo hacia la represa Las Clavellinas de Cumaná, el camión chocó debido al mal estado de la vía (en aquel entonces), dejando caer y explotar 3 de los 18 cilindros de 500 kilogramos, el conductor al ver esto se puso su máscara de gas y huyó, una nube naranja cubrió al pueblo y afectó a otras poblaciones como Boca de Uchire y Puerto Píritu, se calcularon 14 muertos, 84 heridos con patologías y 800 heridos con problemas respiratorios.

## Hechos
La Empresa Ecotrans junto con la Empresa Pequiven y el Ministerio del Ambiente traerían el material para ser llevado a Cumaná, para el tratamiento del agua de uno de los embalses, durante el camino a la altura de Clarines, el camión comienza a tener fallas, el camión finalmente choca contra otra unidad que viajaba en sentido contrario con láminas de acero sobremedida las cuales impactaron y cortaron los últimos tres cilindros se dejan caer tres de los dieciocho cilindros, a las 8:50 p. m. el gas comienza a salir y una nube naranja cubre el sitio aledaño al accidente, los conductores al darse cuenta comienzan a evitarla, causándose la primera muerte, después se le informa a la alcaldía, la cual informa a los bomberos del estado y bomberos del Complejo Jose, la nube de gas se extiende 50 kilómetros y afecta la población, a las 12:00 se hicieron reubicaciones de los sectores aledaños (Paso Real, Las Casitas, Barrio Obrero y José Antonio Anzoátegui), y comienzan a llegar 100 personas al hospital de la localidad, el cual no contaba con recursos para la cantidad de personas que llegaron allí, la mayoría de estas no respondían a los estímulos, no funcionaban mentalmente y su piel se tornaba morada, el día siguiente fue declarado no laborable, la cifra de heridos llegó a 300 y la cifra de gravedad era de 20 (10 en Píritu y 20 en Barcelona), el día 18 de septiembre los heridos aumentaron a 567, mientras que uno de los graves falleció en Barcelona, la cifra de muertos se elevó a 9 entre los que se encontraba Aura Arismendi de Macías (presidenta de la Sociedad Venezolana de Psiquiatría), los heridos con patologías se elevaron a 50 y el hospital estaría colapsado, por lo cual la gobernación enviaría técnicos de Pdvsa, a la semana del hecho, el gobernador, Tarek William Saab, visitó la localidad y declaró que había 13 muertos, 84 personas con patologías y 800 con heridas leves, a la semana murió otra persona, declarándose 14 muertos.

## Actualidad
Muchas personas quedaron con enfermedades respiratorias y en menores casos con problemas motores, el aire se fue purificando poco a poco, el hospital y la población de Clarines después de esto quedaron en el olvido y los casos más extremos son atendidos en el Hospital de Píritu, la gente todavía recuerda aquel día y culpan al gobierno regional de lo sucedido, hasta el día de hoy, el hombre que conducía la gandola fue sentenciado a diez años de prisión, la población aún exige justicia pues muchos se habrían salvado si el Hospital hubiese contado con oxígeno y otros insumos básicos de primeros auxilios.